# Xian de Tiandong
Le xian de Tiandong (田东县 ; pinyin : Tiándōng Xiàn) est un district administratif de la région autonome du Guangxi en Chine. Il est placé sous la juridiction de la ville-préfecture de Baise.

## Démographie
La population du district était de 411 500 habitants en 2010,dont 85.22 % de Zhuang, groupe ethnique principalement concentré dans cette région.